# Club Deportivo Getxo
Il Club Deportivo Getxo, in alcuni casi chiamato anche Club Deportivo Guecho, è una società calcistica con sede a Getxo, nei Paesi Baschi, in Spagna.
Fondato nel quartiere Algorta, gioca nella División de Honor de Vizcaya, il sesto livello del campionato spagnolo.
Nonostante attualmente sia relegato nelle categorie inferiori, è considerato un club storico del calcio spagnolo, in quanto ha numerosi trascorsi nelle categorie nazionali e tra le sue file hanno militato importanti calciatori.

## Tornei nazionali
- 1ª División: 0 stagioni
- 2ª División: 0 stagioni
- 2ª División B: 1 stagioni
- 3ª División: 45 stagioni

## Stagioni
| Stagione    | Categoria      | Posizione |
| ----------- | -------------- | --------- |
| dal 1929-30 | Cat. regionali | —         |
| al 1944-45  | Cat. regionali | —         |
| 1945/46     | 3ª             | 8º        |
| 1946/47     | 3ª             | 8º        |
| 1947/48     | 3ª             | 12º       |
| 1948/49     | Cat. regionali | —         |
| 1949/50     | 3ª             | 6º        |
| 1950/51     | 3ª             | 4º        |
| 1951/52     | 3ª             | 6º        |
| 1952/53     | 3ª             | 4º        |
| 1953/54     | 3ª             | 11º       |
| 1954/55     | 3ª             | 7º        |
| 1955/56     | 3ª             | 3º        |
| 1956/57     | 3ª             | 7º        |
| 1957/58     | 3ª             | 12º       |
| 1958/59     | 3ª             | 1º        |
| 1959/60     | 3ª             | 6º        |
| 1960/61     | 3ª             | 5º        |
| 1961/62     | 3ª             | 6º        |
| 1962/63     | 3ª             | 8º        |
| 1963/64     | 3ª             | 5º        |

| Stagione | Categoria      | Posizione |
| -------- | -------------- | --------- |
| 1964/65  | 3ª             | 11º       |
| 1965/66  | 3ª             | 14º       |
| 1966/67  | Cat. regionali | —         |
| 1967/68  | 3ª             | 8º        |
| 1968/69  | 3ª             | 13º       |
| 1969/70  | 3ª             | 12º       |
| 1970/71  | Cat. regionali | —         |
| 1971/72  | Cat. regionali | —         |
| 1972/73  | 3ª             | 4º        |
| 1973/74  | 3ª             | 7º        |
| 1974/75  | 3ª             | 13º       |
| 1975/76  | 3ª             | 12º       |
| 1976/77  | 3ª             | 11º       |
| 1977/78  | 3ª             | 4º        |
| 1978/79  | 3ª             | 5º        |
| 1979/80  | 2ªB            | 20º       |
| 1980/81  | 3ª             | 14º       |
| 1981/82  | 3ª             | 17º       |
| 1982/83  | 3ª             | 7º        |
| 1983/84  | 3ª             | 5º        |
| 1984/85  | 3ª             | 19º       |

| Stagioni  | Categoria      | Posizione |
| --------- | -------------- | --------- |
| 1985-90   | Cat. regionali | —         |
| 1990/91   | 3ª             | 6º        |
| 1991/92   | 3ª             | 14º       |
| 1992/93   | 3ª             | 9º        |
| 1993/94   | 3ª             | 14º       |
| 1994/95   | 3ª             | 6º        |
| 1995/96   | 3ª             | 5º        |
| 1996/97   | 3ª             | 12º       |
| 1997/98   | 3ª             | 20º       |
| 1998-2005 | Cat. regionali | —         |
| 2005/06   | 3ª             | 18º       |
| 2006/07   | Div. Honor     | 7º        |
| 2007/08   | Div. Honor     | 6º        |
| 2008/09   | Div. Honor     | 10º       |
| 2009/10   | Div. Honor     | 3°        |
| 2010/11   | Div. Honor     | 8°        |
| 2011/12   | Div. Honor     | 1°        |
| 2012/13   | 3ª             | -         |